# Barrage de Douéra
Le barrage de Douéra est un barrage de type remblai situé dans la commune de Douéra, dans la wilaya d'Alger au nord de l'Algérie. Construit entre 2005 et 2010, le barrage est d'une capacité de 87 millions de mètres cubes. 

## Histoire

### Attribution du projet
C'est en septembre 2004 que l'entreprise turque Nurol avait remporté le marché pour la réalisation des travaux du barrage de Douéra, dans la wilaya d'Alger par l'Agence nationale des barrages et transferts (ANBT). 
L'ANBT avait alors précisé que le marché préliminaire était estimé à 4 170 095 480 dinars, et devait être initialement réalisé dans un délai de 38 mois, soit en avril 2008.
C'était le premier contrat de Nurol en Algérie, dont le chantier a alors été établi à Douéra dès 2003, avec une échéance de réalisation fixée pour 2010, et avec une enveloppe budgétaire totale de 65 millions de dollars, soit approximativement 5,2 milliards de dinars.
La procédure d'évaluation et d'analyse des offres appliquées conformément aux critères prévus dans le cahier des charges et les instructions aux soumissionnaires avait donné favorite l'entreprise turc Nurol, qui avait présenté l'offre la moins-disante.
Le montant total du projet finalisé a été évalué en septembre 2014 à 96 120 132 euros, avec une réévaluation par rapport au coût initial de 42 430 763 euros en 2005.

### Expropriation
En plus de l'expropriation, les autorités devaient procéder au relogement de 287 familles dont les maisons étaient situées dans la zone inondable.
Ce relogement organisé par la wilaya d'Alger en novembre 2014, dans le cadre d'une vaste opération d'éradication de l'habitat précaire, visait à libérer les terrains où était programmé cet équipement public, avait bénéficié notamment aux 287 familles qui occupaient des habitations précaires dans le périmètre du projet de barrage de Douéra. 
Le relogement de ces familles avait ainsi permis de procéder au remplissage du barrage, qui était opérationnel depuis novembre 2013.

### Construction
Les travaux de réalisation du barrage ont été entamés en janvier 2005, et ont été confiés par l’Agence nationale des barrages et transferts (ANBT) à l’entreprise turque Nurol.
La mise en service était prévue initialement en 2011.
Les travaux démarrent en janvier 2005. 
Le groupement italo-grec Incomag-ENB est chargé de l'élaboration des plans d'exécution et la surveillance des travaux.
La société BG suisse a assuré, depuis avril 2004, l'assistance technique au maître d'ouvrage pour ce projet ainsi que pour d'autres interventions plus ponctuelles.
La consistance de la construction de la digue principale de ce barrage a nécessité les travaux suivants :
- excavations : 2 846 582,82 m3 ;
- remblais : 8 462 897,00 m3 ;
- bétons : 39 257,62 m3 ;
- forages et injections.

### Remplissage
Au mois de mars 2014, près de six millions de m3 d'eau étaient stockés dans le barrage, avant que son remplissage effectif ne débute en juin 2014, soit trois mois plus tard.
Le barrage a été complètement rempli une année plus tard en mai 2015.
D'une capacité de 87 millions de mètres cubes, ce plan d’eau a été complètement rempli dans une première phase à raison d’un débit de 1 m3 par seconde, avant d’être porté dans une seconde phase à un débit supérieur de 4 m3 par seconde.
Le remplissage de ce barrage et son exploitation ont permis de disposer d'une ressource pour l'irrigation et pour sécuriser la capitale Alger en matière d'alimentation en eau potable.

## Caractéristiques
D'une superficie de 10 km2 (1 000 ha), le barrage a été construit sur une cuvette haute de 80 m et longue de 820 m.

### Digue principale
La digue principale du barrage de Douéra est composée d'un noyau argileux étanche et de recharges en matériaux argileux et gréseux. 
La hauteur de la digue est de 85 m et sa longueur est de 820 m. 
La dérivation provisoire est composée d'une galerie rectiligne et circulaire dimensionnée pour un débit de 18,5 m3/s.

### Digue fusible
La digue fusible a été prévue pour maîtriser les déversements en cas de non-arrêt de pompage une douzaine de jours après le remplissage du réservoir. 
- Hauteur de la digue : 12 m ;
- Longueur de la crête : 15 m ;
- Débit maximal : 120 m3/s.

### Galerie
Les caractéristiques techniques de la galerie sont : 
- Longueur : 383 m
- Diamètre : 3,5 m
- Débit maximal : 18,5 m3/s.

## Capacités
La capacité de stockage du barrage est de 87 millions de m3 d'eaux puisées de l'Oued Hammam Melouane, où l'Oued El-Harrach prend sa source.
La retenue d'eau, ou lac artificiel, du barrage est alimentée par le débit puisé et pompé sur l’Oued El Harrach, à hauteur de Hammam Melouane. 
Cette eau sera acheminée vers la station de pompage de Bougara et de là vers la retenue du barrage. 
L'achèvement de la réalisation de toutes les conduites d’AEP vers le barrage était prévu en été 2015.
Quand le chantier a été ouvert en janvier 2005, le barrage avait trois objectifs : 
- stockage de l'eau à des fins d'irrigation ;
- alimentation en eau potable une partie de la wilaya de Blida[18] ;
- réalimentation par infiltrations de la nappe phréatique de la Mitidja.

Le barrage de Douéra est précisément situé sur l'Oued Ben Amar, qui se trouve à environ 2 km au sud-ouest de la ville de Douéra sur le chemin vicinal carrossable qui relie le chemin wilayal CW7 au village de Douéra et à environ 17 km au sud-ouest d'Alger.
Son bassin versant développe une superficie de 10 km2.
L'apport de l'Oued Ben Amar étant négligeable, le remplissage de ce barrage réservoir se fera par transfert de l'Oued El Harrach (71 hm3).
En l'absence d'un bassin versant, le barrage de Douéra est ainsi alimenté essentiellement grâce au transfert d'une partie des eaux de l'Oued Hammam Melouane et de l'oued Mazafran, tout proche.
L'ouvrage de dérivation Oued Hammam Melouane-Douéra a été mis en service en novembre 2009, 
tandis que la première partie de celui de Oued Mazafran-Douéra le sera en 2018, selon les études techniques du projet[Passage à actualiser].

## Boisement
Après que le lancement des opérations de remplissage du barrage de Douéra ait été effectué le 12 janvier 2015, l'opération de boisement du bassin versant du barrage sur une superficie de 50 ha a été confortée.
Ce boisement permet de protéger les berges de ce barrage des glissements de terrain causés par le ruissellement de l'eau dans les terrains limitrophes.
C'est le département de la conservation des forêts de la wilaya d'Alger qui s'est chargée, le 21 mars 2015, de l'opération de reboisement et de plantation de milliers d'arbustes, entre pins d’Alep, cèdres et cyprès au niveau du site forestier du barrage puisque c'est un espace d’une dimension environnementale importante.
Il s’agit de l’épissure idéale entre l’espace vert dont dispose cette localité et le barrage d’eau avoisinant.
Cette opération de reboisement aux environs du barrage de Douéra, sur une superficie de plus de 70 hectares, a pour but de prévenir une éventuelle érosion du sol et consolider cet ouvrage hydraulique.

## Exploitation

### Irrigation
Pour l'irrigation, ce projet a été doté, en juin 2015, d'un réseau de canalisations alimentant dans un premier temps des exploitations agricoles sur une surface de 7 000 ha (sur les 17 200 ha prévus) du centre de la Mitidja (Boufarik, Ouled Chebel, Mazafran, Koléa, Douéra, etc.), en plus de petits réseaux de drainage à l'intérieur même de ces exploitations.
Ce barrage est ainsi un apport à l’irrigation agricole après son remplissage, et son exploitation permet de disposer d'une ressource pour l'irrigation des superficies agricoles et pour alimenter la wilaya d'Alger en eau potable.

### Sports nautiques

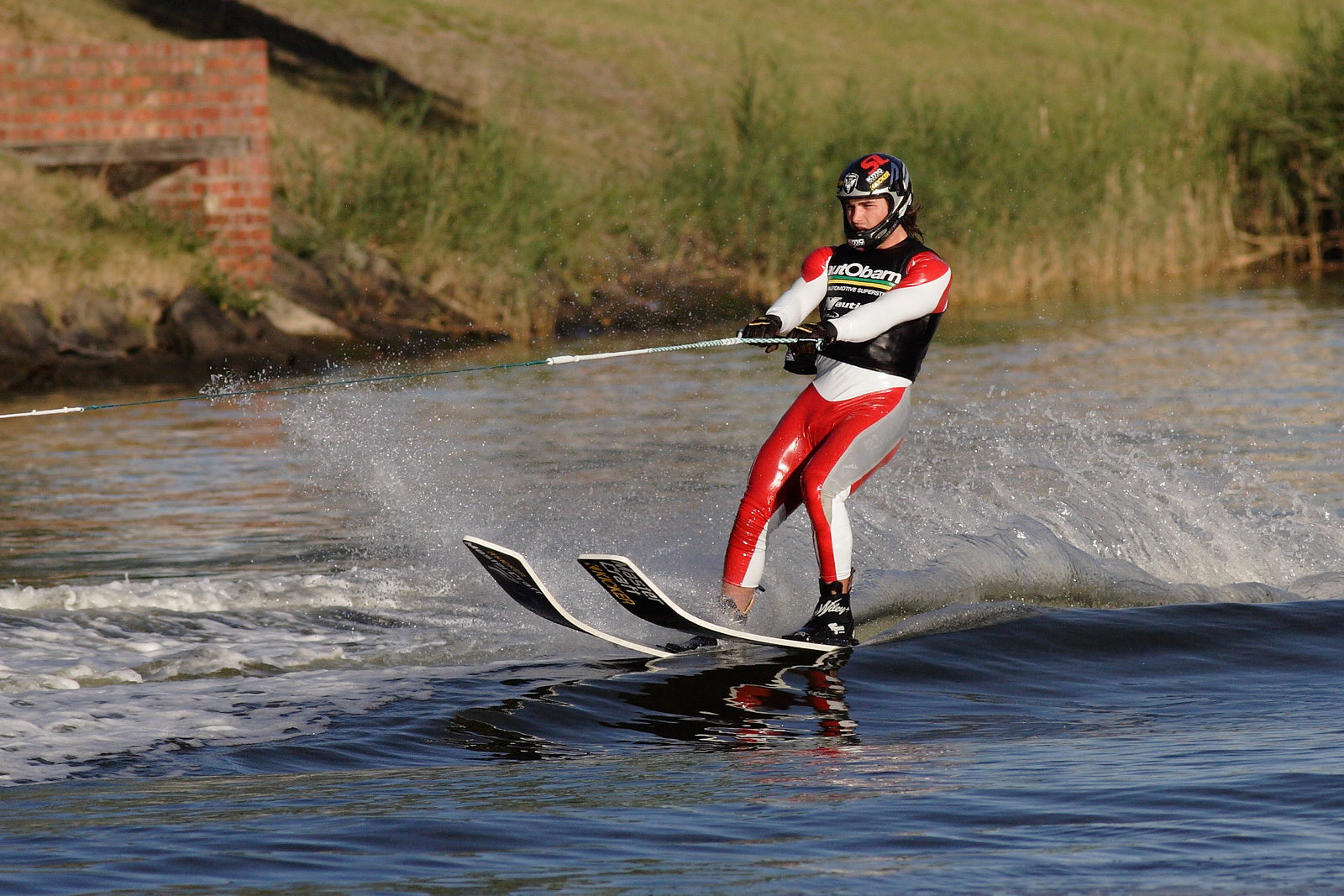
Sports nautiques.

Le barrage de Douéra, une fois rempli vers la fin de l'année 2014, avait vu le lancement des travaux d'aménagement autour de la retenue destinés à créer des zones de loisirs et de détente. 
La fiche technique du projet mentionnait la réalisation notamment de piscines flottantes aux bords du barrage réservoir, qui sera en fait un immense lac au milieu de vastes terres agricoles, près d'Alger.
Les amateurs de sports nautiques ont été parmi les grands bénéficiaires de la mise en exploitation en 2015 du barrage de Douéra (sud-ouest d'Alger), un immense plan d'eau de 1 000 hectares.
Les véliplanchistes y ont trouvé tout autant leur compte que les adeptes des sports nautiques.
Les études de ces aménagements touristiques, desquels est attendu l'amélioration des conditions de vie des populations et le développement des villes de la région, particulièrement les villes de Sidi Abdellah et Douéra avaient été terminées dès l'avènement de l'année 2014.
Ces activités de loisirs n'avaient été intégrées au projet du barrage de Douéra que vers l'année 2013.